# Departamentul Komo
Departamentul Komo este un departament din provincia Estuaire  din Gabon. Reședința sa este orașul Kango.